# Magnolia proctoriana
Magnolia proctoriana är en magnoliaväxtart som beskrevs av Alfred Rehder. Magnolia proctoriana ingår i släktet Magnolia och familjen magnoliaväxter. Inga underarter finns listade i Catalogue of Life.